# 4,4-Diméthylheptane
Le 4,4-diméthylheptane est un hydrocarbure saturé de la famille des alcanes de formule C9H20. C'est l'un des trente-cinq isomères du nonane.